# 張輝誠
張輝誠（1973年—）是臺灣的作家、教育工作者，為「學思達教學法」創始人。

## 生平

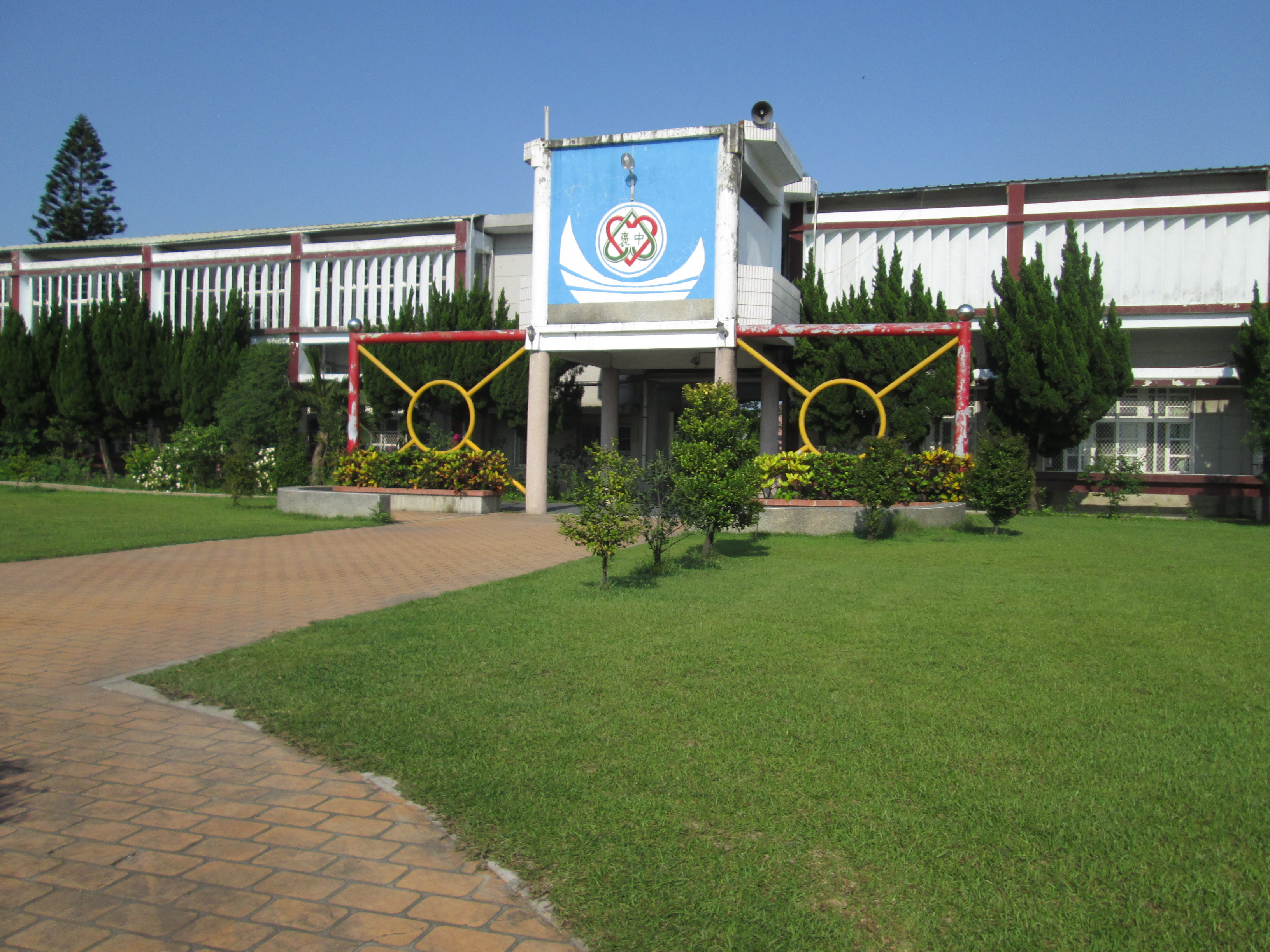
褒忠國中校園一景

張輝誠出生於民國62年（1973年）12月20日，父親為榮民，自幼在中華民國臺灣省雲林縣元長鄉山內村蔥仔寮外公的三合院成長，後搬遷至褒忠鄉。就讀雲林縣褒忠鄉褒忠國民小學時參加中秋節猜燈謎活動，引發其自我學習的思想，成為日後「學思達教學法」的靈感來源。自該校畢業後，亦先後畢業於雲林縣立褒忠國民中學、臺灣省立虎尾高級中學（今國立虎尾高級中學）、國立臺灣師範大學（簡稱臺師大）國文學系，並獲臺師大文學博士學位。後為中山女高國文老師，2018年6月8日辭職。

## 學思達
張輝誠自教書以來花十年時間自行研發、創辦「學思達」，其為一種教學法、教學內容、也為教育理念。張輝誠在2013年9月9日創辦學思達並首次開放教室，於此之後開始推廣學思達、並持續開放教室。「學思達」強調學生培養「自學、思考、表達」的能力，主張成立教學社群讓教師合作、「開放教室」以達互相成長。

## 薩提爾
2014年年底，張輝誠前往參加於中國大陸南京舉辦的教育論壇，旅途中第一次遇到推廣「薩提爾」的李崇建。與李崇建聊天的過程中，張輝誠深刻體驗到「被理解、被同理、甚至是被接納的感覺」。自此，張輝誠得到啟發，認為學思達可以連結薩提爾，用以幫助老師內在安定，使老師能安定學生，甚至是安定家長。
張輝誠的「薩提爾模式」包含以下幾種作法及觀念：
- 6A自我對話模式：覺知（aware ）、承認（acknowledge）、允許（allow）、接受（accept）、轉化（action）、欣賞（appreciate）。[12]

- 冰山理論：冰山表面——行為；冰山底下——感受、對於感受的感受、觀點、期待、渴望、自我。[13]

- 四種基本的溝通姿態：指責、討好、超理智、打岔。[13]

- 理想的溝通姿態：一致性。內在和諧寧靜，外表專注放鬆；在與人應對時，在乎自己，在乎情境，在乎他人；溝通時懂得表達自己。「一致性」簡單來說，就是內外一致——如果心裡有某種感覺、想法與期待，那就為自己負責任地表達。很多人不清楚自己的感受、想法與期待，或者知道了，卻不一定懂得表達，又或者可能可以表達出來，卻不是以負責的態度表達，而是以控制者、受害者的方式表達，那就不是所謂的「一致」了。[13]

- 適時表達或告訴自己[14][15][16] ：

1. 好奇、關心、渴望（此處的「渴望」，即指「接納」與「愛」）。
2. 接納：不管發生什麼事，我都願意無條件愛自己/孩子，父母永遠接納你，沒有條件，無論發生什麼事。
3. 愛：不管發生什麼事，我都願意無條件愛自己/孩子，父母永遠愛你，沒有任何條件，無論發生什麼事。
4. 價值：生命本身就是奇蹟，我永遠充滿價值/生命本身就是奇蹟，孩子，你永遠價值非凡。
5. 自由：不管發生什麼事，我永遠有選擇的權利/不管發生什麼事，孩子，你永遠有選擇的權利。
6. 負責：我願意為自己的選擇負責，卻不自責/孩子，你需要為自己的選擇負責，只需負責任，不須自責。
7. 一致性：我願意成為一致性的人，我要讓自己的生命充滿喜悅、平和、愛/孩子，希望你早日成為一致性的人，要讓自己的生命充滿喜悅、平和、愛。
8. 安全：我現在是安全的、完好的/孩子，爸媽會盡力全力保護你的安全。

- 搭配「聖多納釋放法」(Sedona Method)，釋放內心的負面情緒和壓力[17][18] ：

1. 覺察：發生這件事，我現在有什麼感覺？
2. 接納：我能去感受這個感覺嗎？（我能接受這種感覺、允許這種感覺的存在嗎？）
3. 行動1：我能不能放下這些感覺，讓它離開？
4. 行動2：我要不要放下這種感覺，讓它離開？
5. 行動3：什麼時候放下，讓它離開？

## 作品
- 《相忘於江湖》，新北市：印刻出版社，2007年10月
- 《我的心肝阿母》，新北市：印刻出版社，2010年5月
- 《離別賦》，新北市：印刻出版社，2011年5月
- 《毓老真精神》，新北市：印刻出版社，2012年7月
- 《學‧思‧達：張輝誠的翻轉實踐》，台北市：親子天下，2015年5月
- 《祖孫小品》，新北市：印刻出版社，2017年1月
- 《學思達增能：張輝誠的創新教學心法》，台北市：親子天下，2018年1月
- 《隱者顯赫：中國最後一個皇族名儒》，北京市：中國畫報出版社，2018年4月（簡體書）
- 《學思達小學堂1：小刺蝟愛生氣》，台北市：親子天下，2018年9月
- 《學思達小學堂2：都是我的》，台北市：親子天下，2018年9月
- 《學思達小學堂3：第11根手指》，台北市：親子天下，2018年9月
- 《學思達小學堂4：陪爸爸上班》，台北市：親子天下，2018年9月
- 《學思達小學堂5：快一點慢一點》，台北市：親子天下，2018年9月（後亦分別出版日文、韓文、泰文版）
- 《教室裡的對話練習：當學思達遇見薩提爾》，台北市：親子天下，2019年8月（與李崇建合著）
- 《家庭裡的對話練習：張輝誠的薩提爾實踐》，台北市：親子天下，2021年9月
- 《從小學思達：培育孩子自學、思考與表達的能力》，台北市：天下文化，2024年8月（與黃彩霞、楊雅芬、宋蕥妘、林恆嘉、張美慧合著）[19]
- 《家庭裡的覺醒對話：張輝誠的十年蛻變，走向內在穩定的教養之路》，台北市：親子天下，2024年10月

## 獲獎
教育獎項：
- 教育部教學卓越獎金質獎[20]
- GHF教育創新學人獎[21]
- 全人教育獎首獎[22]

文學作品獎項：
- 時報文學獎[23]
- 九歌年度散文獎[24]

## 爭議事件
- 2017年8月，張輝誠出席「新北市高級中等學校新進教師及代理代課教師職前講習」，穿著短褲、夾腳拖上台演講，引發部分媒體、輿論批評。張輝誠對此回應，當時適逢暑假，未收到正式演講公文，臨時接獲主辦單位電話通知後，匆忙前往，並已於現場向與會者說明並致歉。[25][26]

- 2017年10月，張輝誠擔任中山女中教師期間，因推廣「學思達」教學法而頻繁請假，且部分學生反映難以適應其自學導向的教學方式，遭家長投訴。對此，張輝誠表示，請假均屬公假，依法辦理，並指出「學思達」有別於傳統教學方式，家長關注，實屬可理解。[27]

- 2019年清明連假期間，張輝誠帶領十八名「學思達」核心教師及一名高雄中學現役教官赴中國大陸進行教育交流活動。此行引發部分立法委員關注，質疑現役軍人前往是否合宜。教育部表示，該行程由校方報備，內容為「學術交流」與「觀摩教學」，因此核准。同行者中亦包括張輝誠之妻、當時任教於北一女中的張惠喬老師，正值「侍親假」期間而參與該行，亦遭質疑。對此，台北市教育局表示將請學校調查。學思達團隊則回應，所有參與教師皆有向所屬學校報備，行程亦符合相關規定。[28]